# 松前小島灯台
松前小島灯台（まつまえこしまとうだい）は北海道松前郡松前町の西方沖の渡島小島（別名：松前小島）に建つ灯台。

## 歴史
- 1923年（大正12年）10月1日 - 初点灯
- 1975年（昭和50年） - 無人化。
- 2017年（平成29年）11月 - 北朝鮮の木造船の乗組員による盗難事件が発生。灯台施設の南京錠が破壊され、携帯発電機、冷蔵庫、ガスコンロ、ガスボンベ等が無くなり、ソーラーパネルの一部が取り外されていた[1]。